# فریبا ترکاشوند
فریبا ترکاشوند بازیگر سینما، تلویزیون و تئاتر ایران است.

## زندگی
در سال ۱۳۴۵ در شهر بروجرد زاده شد و دارای مدرک کارشناسی در رشته ادبیات است. از سال ۱۳۷۹ فعالیت خود را در زمینهٔ بازیگری آغاز کرد. تاکنون در سریال‌ها، فیلم‌های سینمایی و تله فیلم‌های زیادی بازی کرده‌است.

## فیلم‌شناسی

### سینمایی
| نام فیلم    | سال  | کارگردان     |
| ----------- | ---- | ------------ |
| شب برهنه    | ۱۳۸۰ | سعید سهیلی   |
| اخراجی‌ها    | ۱۳۸۵ | مسعود ده‌نمکی |
| رسوایی      | ۱۳۹۱ | مسعود ده‌نمکی |
| مسخ در مسلخ | ۱۳۹۹ | جواد دارایی  |

### مجموعه تلویزیونی
| سال  | نام مجموعه            | کارگردان                         | توضیحات             |
| ---- | --------------------- | -------------------------------- | ------------------- |
| ۱۳۷۸ | آژانس دوستی           | گروه کارگردانی                   | شبکه ۱              |
| ۱۳۷۸ | کوی دامون             | عباس رنجبر                       | شبکه ۱              |
| ۱۳۷۹ | معجزه ازدواج          | علیرضا خمسه                      | شبکه ۲              |
| ۱۳۷۹ | سیب                   | علی ملاجانی                      |                     |
| ۱۳۷۹ | میهمانی از بهشت       | عبدالله باکیده                   | شبکه ۲              |
| ۱۳۷۹ | چراغ جادو             | همایون اسعدیان                   | شبکه ۱              |
| ۱۳۷۹ | با من بمان            | حمید لبخنده                      | شبکه ۳              |
| ۱۳۸۰ | شب آفتابی             | قاسم‌ جعفری                       | شبکه ۳              |
| ۱۳۸۰ | خاکستر و باد          | جهانبخش لک                       | شبکه ۲              |
| ۱۳۸۱ | سرآغاز یک باغ         | علی پاکاریان                     |                     |
| ۱۳۸۱ | حامی                  | بهمن زرین پور                    | شبکه ۵              |
| ۱۳۸۱ | سرزمین رویاها         | مسعود رشیدی، حمید قدکچیان        | شبکه ۲              |
| ۱۳۸۱ | عکاسخانه مصورالچهره   | حسن نانکلی                       | شبکه ۲              |
| ۱۳۸۱ | نقش بر آب             | عبدالله باکیده                   | شبکه ۱              |
| ۱۳۸۱ | عروج                  | سیروس مقدم                       | طراح اولیه فیلمنامه |
| ۱۳۸۲ | یکی مثل من            | محسن شاه محمدی                   | شبکه ۱              |
| ۱۳۸۲ | روژان                 | ماشالله شاهمرادی زاده            | شبکه ۲              |
| ۱۳۸۳ | عکاسخانه              | حسن اهور                         | شبکه ۲              |
| ۱۳۸۳ | رسم عاشقی             | سعید سلطانی                      | شبکه ۵              |
| ۱۳۸۴ | و خداوند عشق را آفرید | مسعود شاه محمدی                  | شبکه ۳              |
| ۱۳۸۵ | خون‌بها                | جواد مزدآبادی                    | شبکه ۱              |
| ۱۳۸۵ | تا صبح                | مجید جوانمرد، محمدعلی باشه آهنگر | شبکه ۵              |
| ۱۳۸۶ | ساعت شنی              | بهرام بهرامیان                   | شبکه ۱              |
| ۱۳۸۷ | گل‌های گرمسیری         | محمدمهدی عسگرپور                 | شبکه ۱              |
| ۱۳۸۷ | مثل هیچکس             | عبدالحسن برزیده                  | شبکه ۲              |
| ۱۳۸۷ | مسافر زمان ۲          | مسعود نوابی                      | شبکه ۲              |
| ۱۳۸۹ | دارا و ندار           | مسعود ده‌نمکی                     | شبکه ۵              |
| ۱۳۸۹ | ملکوت                 | محمدرضا آهنج                     | شبکه ۲              |
| ۱۳۹۱ | چمدان                 | خسرو ملکان                       | شبکه ۲              |
| ۱۳۹۶ | محکومین               | سید جمال سید حاتمی               | شبکه ۱              |
| ۱۳۹۶ | همسرایی               | حسین تبریزی                      | شبکه نمایش خانگی    |
| ۱۳۹۷ | دنگ و فنگ روزگار      | جواد مزد آبادی                   | شبکه ۱              |
| ۱۳۹۸ | دریا نزدیک است        | علی موسی مهدی پور                | شبکه ۳              |
| ۱۳۹۹ | بیگانه‌ای با من است    | احمد امینی، آرش معیریان          | شبکه ۲              |
| ۱۳۹۹ | دادستان               | مسعود ده نمکی                    | شبکه ۳              |
| ۱۴۰۰ | داستان یک شهر ۳       | محمدرضا آهنج                     | شبکه ۵              |
| ١۴٠١ | مسافران شهر           | سیروس حسن پور                    | شبکه ۵              |
| ١۴٠١ | آزادی مشروط           | مسعود ده‌نمکی                     | شبکه ۱              |
| ۱۴۰۲ | چرخ گردون             | جواد مزدآبادی                    | شبکه ۳              |
| ۱۴۰۲ | رستگاری               | مسعود ده نمکی                    | شبکه ۲              |

### تله فیلم‌ها
- رز سرخ
- زر گل
- خان خانوم
- تو این خونه چه خبره
- کی داده کی گرفته
- نامه‌ای به او
- بازمانده
- مثبت منفی دات
- مقصد نهایی
- تهران لندن
- ۷۵ ۲۵(امیدرسولی فرد)

### برنامه تلویزیونی
- مسابقه تعاملی کهکشان (فصل دوم، مجید رستگار) مسابقه تلویزیونی ۱۴۰۱ شبکه پنج
- مسابقه تعاملی کهکشان (فصل سوم، محمد صادقی راد) مسابقه تلویزیونی ۱۴۰۲ شبکه پنج

### فیلم مستند
- "دست بافته‌های مادریم " (علی فتح لایق زاده)